# Occidozyga sumatrana
Occidozyga sumatrana (tên tiếng Anh: Sumatran Puddle Frog) là một loài ếch thuộc họ Ranidae.
Đây là loài đặc hữu của Indonesia.
Môi trường sống tự nhiên của chúng là rừng ẩm vùng đất thấp nhiệt đới hoặc cận nhiệt đới, sông ngòi, đầm nước ngọt có nước theo mùa, và kênh đào và mương rãnh.
Chúng hiện đang bị đe dọa vì mất môi trường sống.

## Hình ảnh

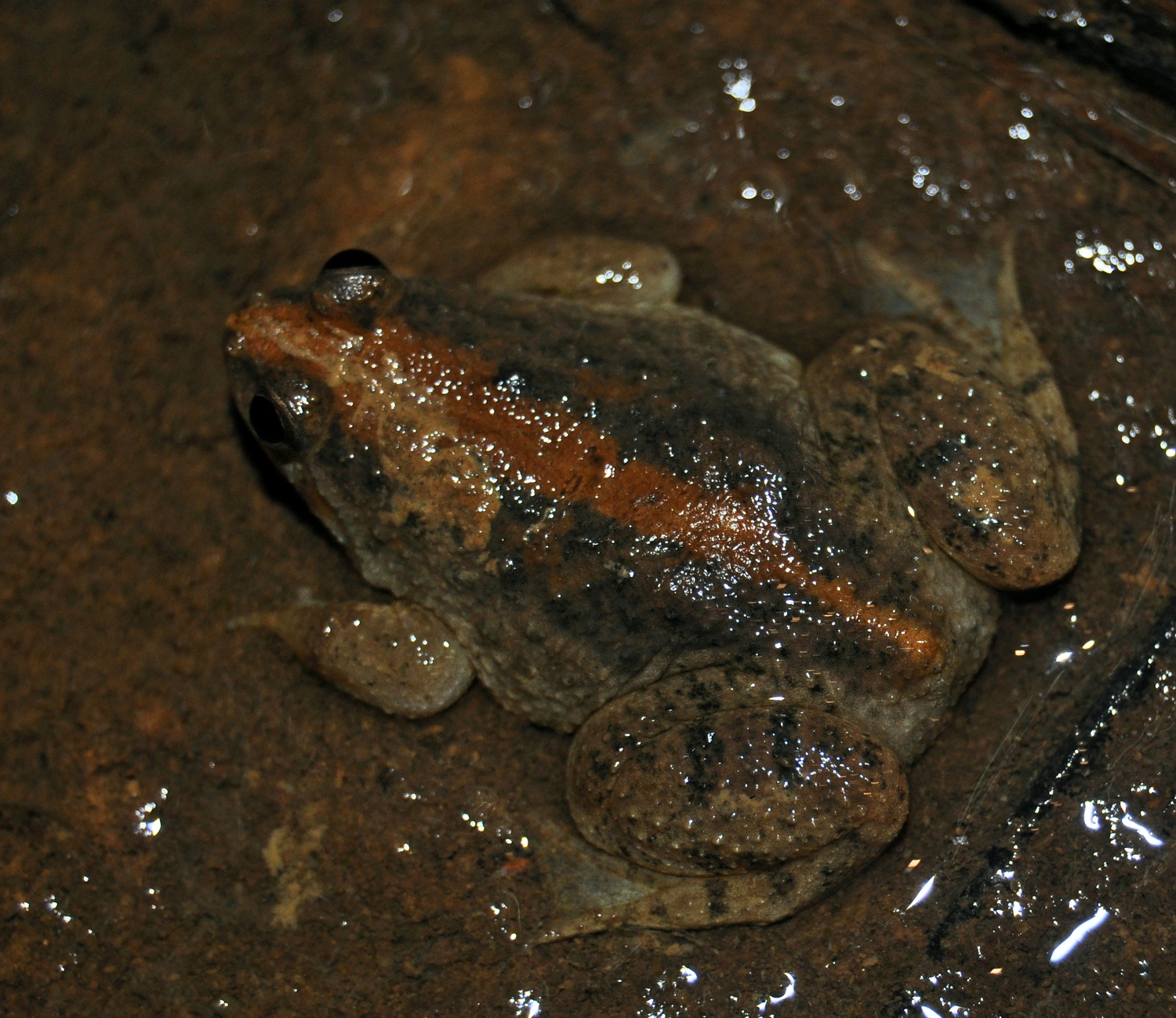
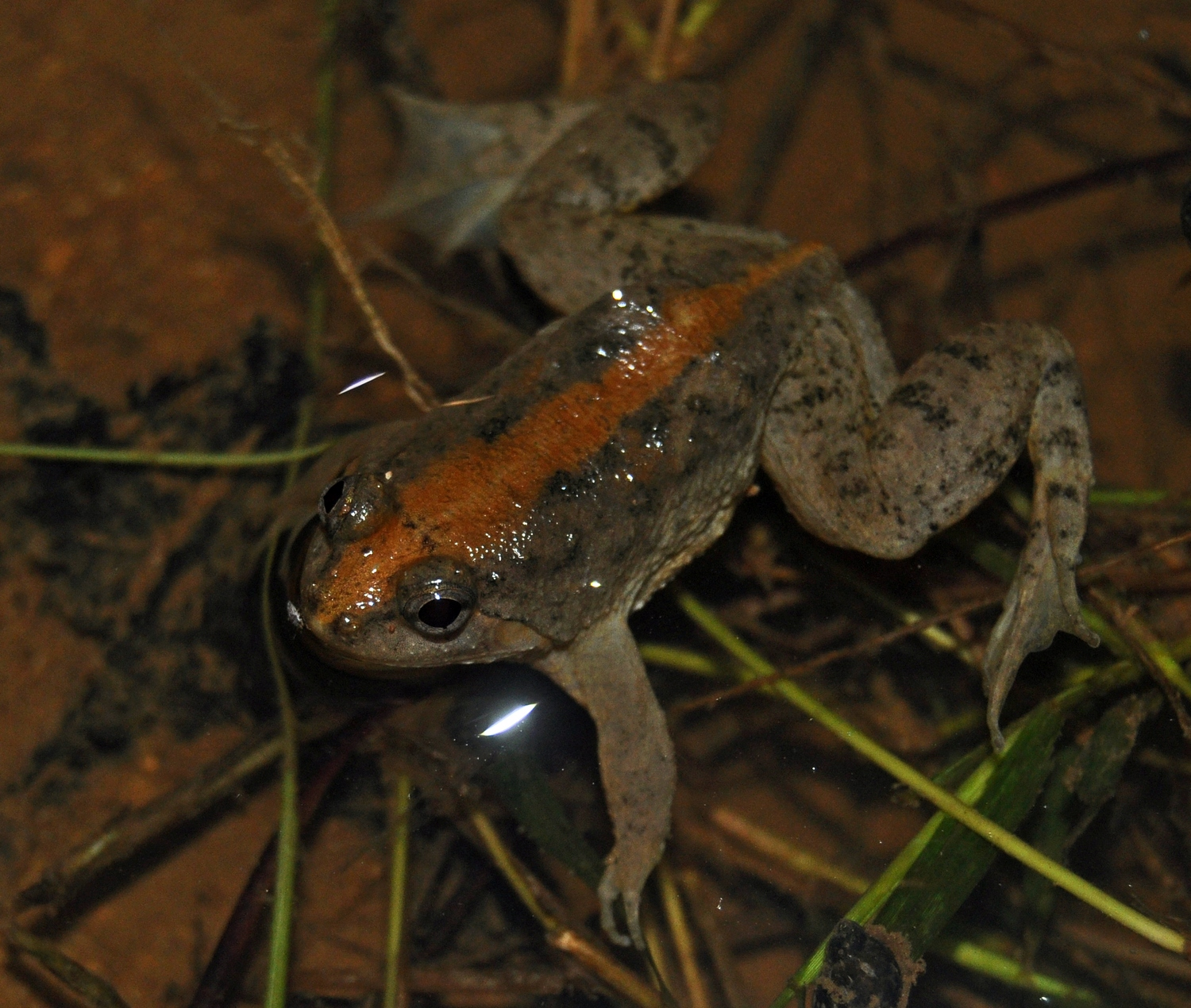
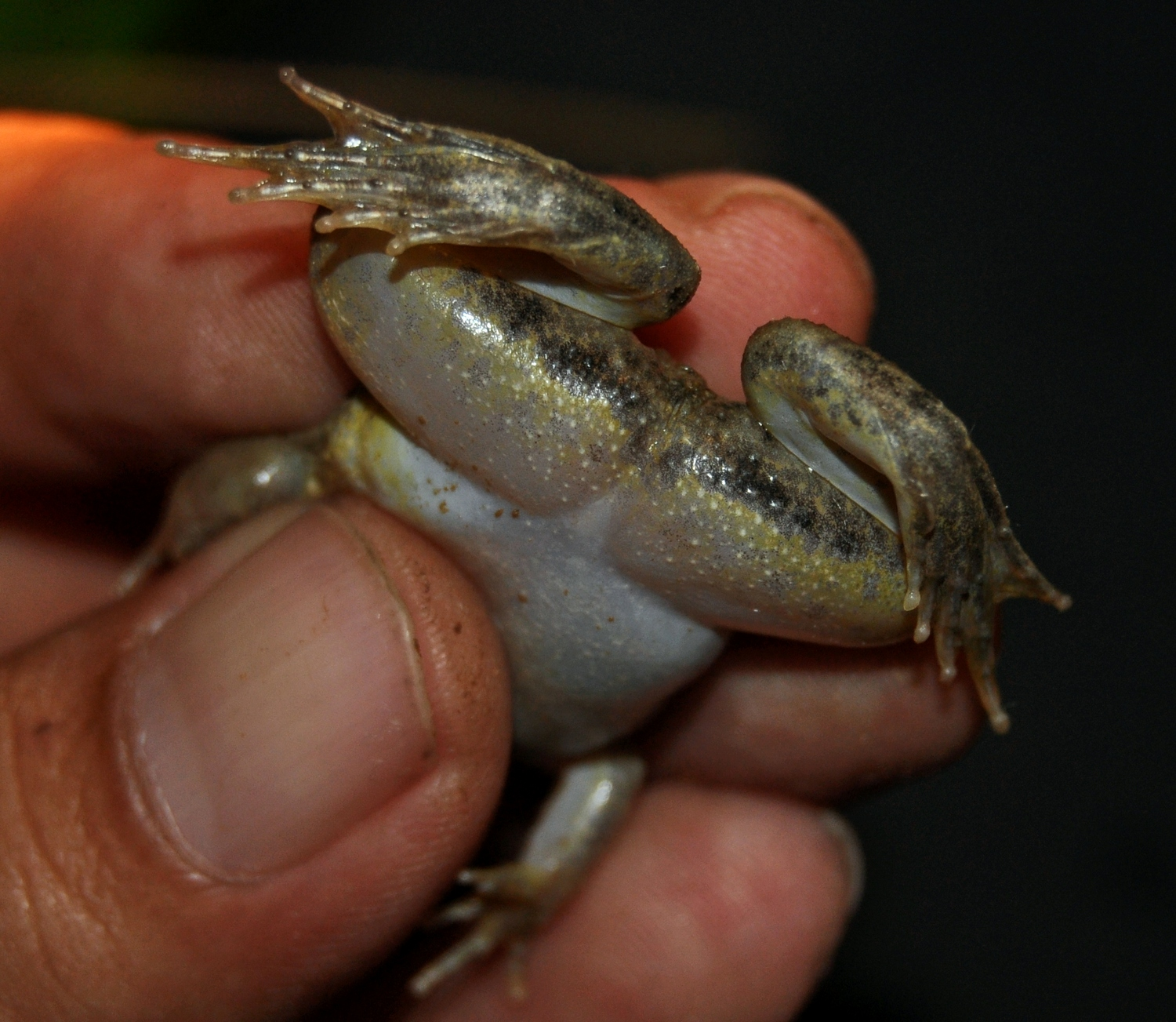
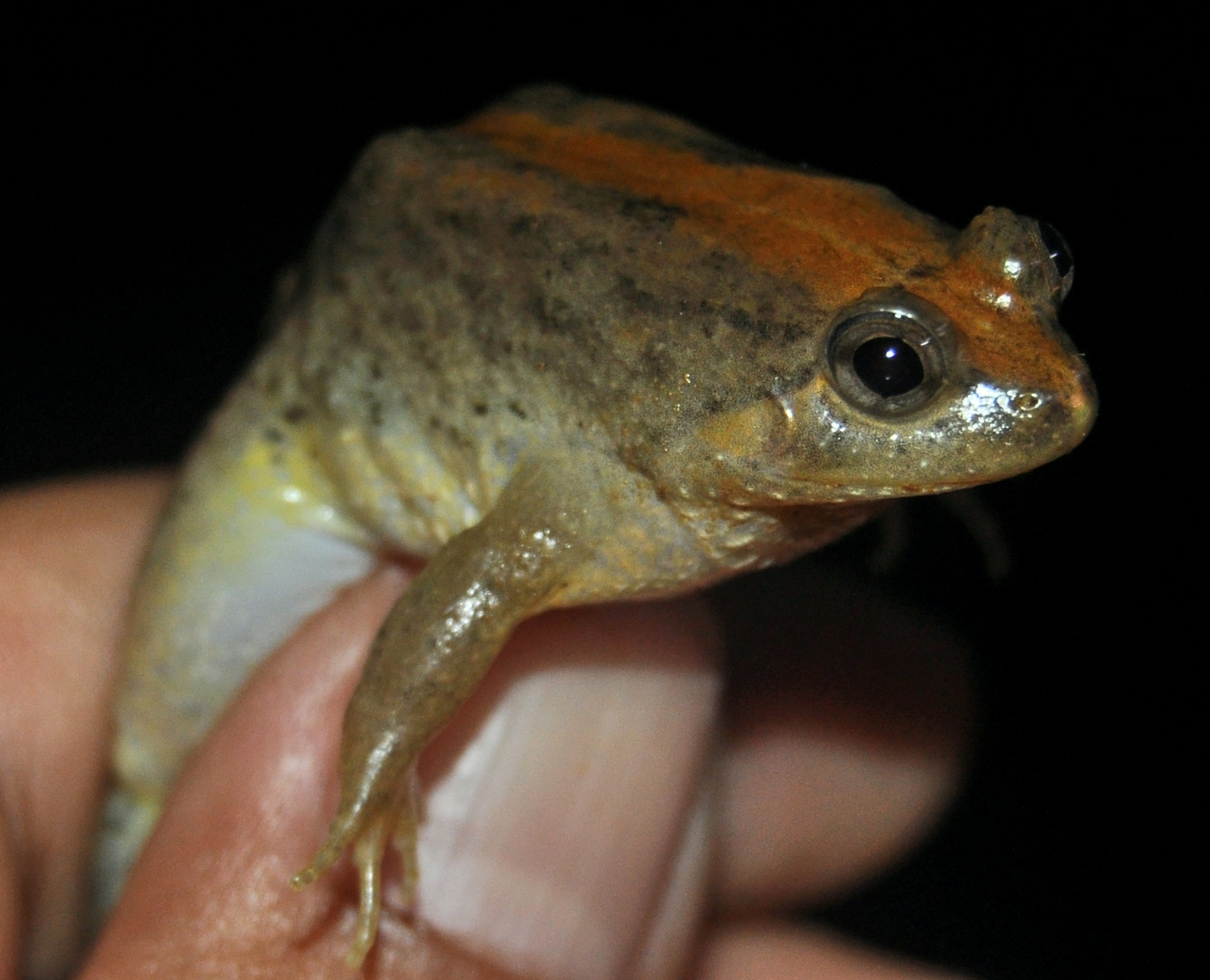